# Rue Jean-Baptiste-Say (Paris)
Pour les articles homonymes, voir Rue Jean-Baptiste-Say.
La rue Jean-Baptiste-Say (ou rue Say) est une voie du 9e arrondissement de Paris, en France.

## Situation et accès

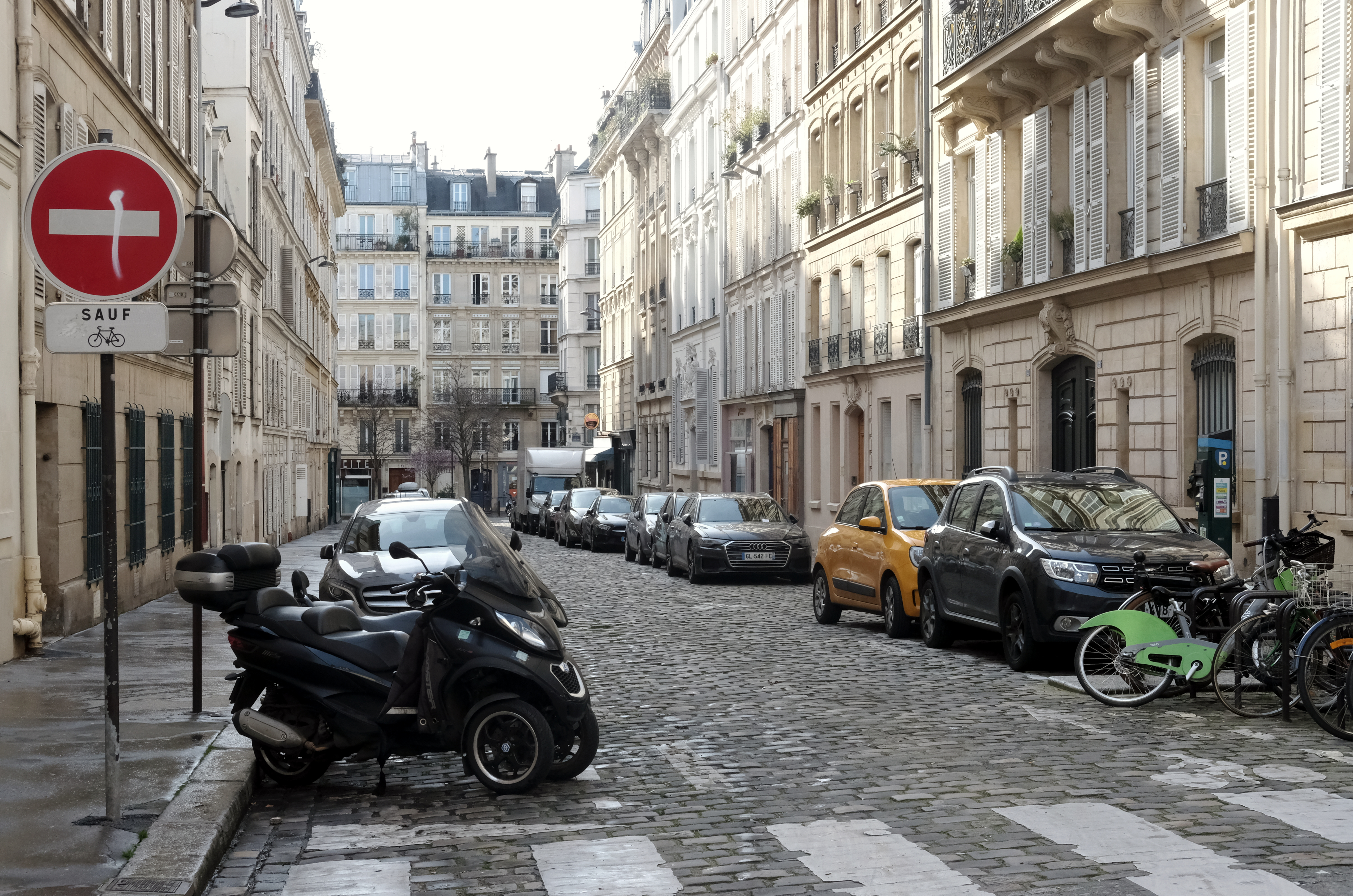
La rue Jean-Baptiste-Say vue depuis la rue Bochart-de-Saron.

La rue Jean-Baptiste-Say est une voie publique située dans le 9e arrondissement de Paris. Elle débute au 1 bis, rue Bochart-de-Saron et se termine au 2, rue Lallier.
Le quartier est desservi par la ligne 2 à la station Anvers.

## Origine du nom

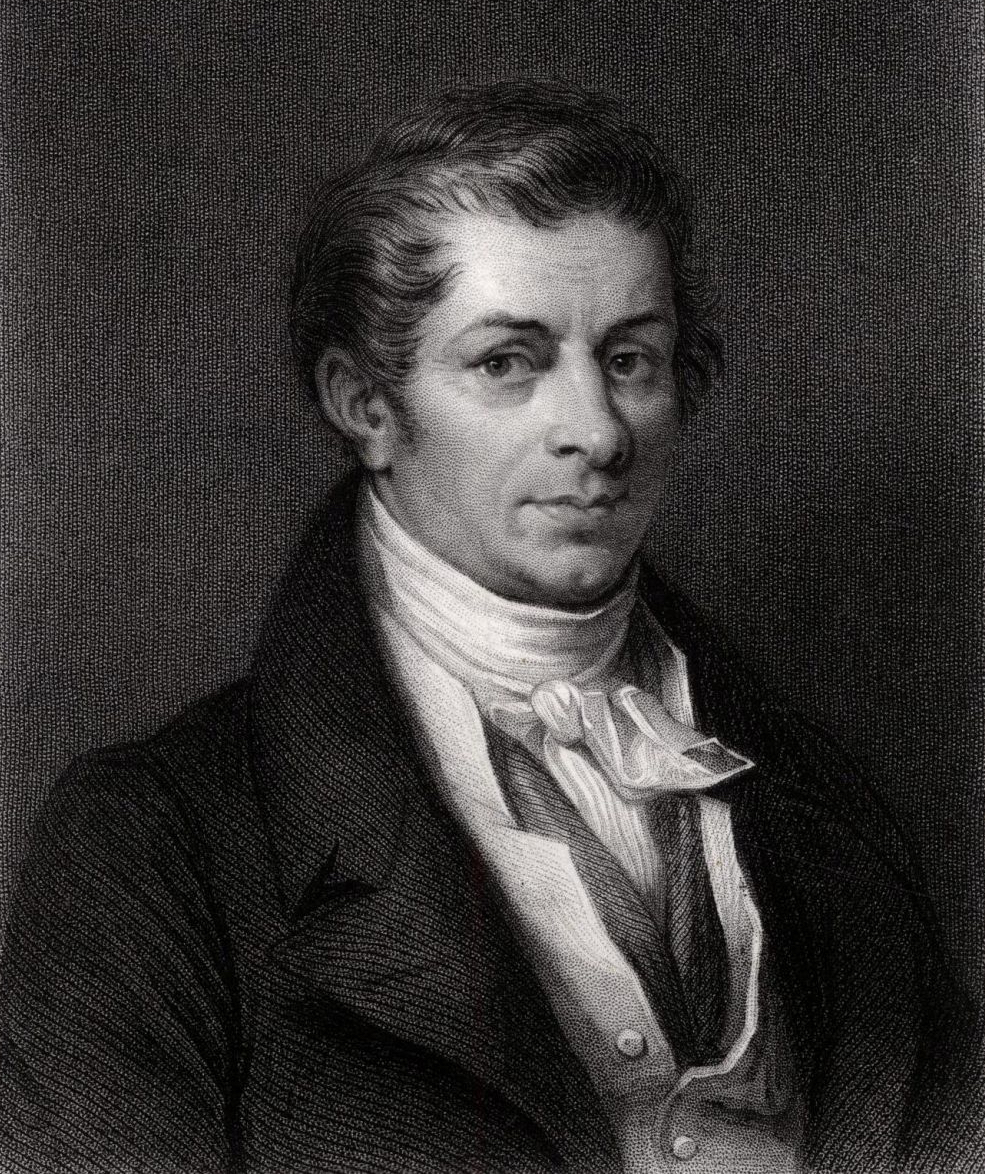
Jean-Baptiste Say.

Elle porte le nom de l'économiste français Jean-Baptiste Say (1767-1832).

## Historique
La rue est ouverte et prend sa dénomination actuelle le 20 juin 1858 sur des terrains à lotir provenant des abattoirs de Montmartre : 
« Napoléon, etc.,
sur le rapport de notre ministre secrétaire d’État au département de l'Intérieur ; 
la section de l'Intérieur, de l'Instruction publique et des Cultes de notre Conseil d’État entendue ; avons décrété et décrétons ce qui suit :
Article 1 : la ville de Paris (Seine), est autorisée à aliéner aux enchères publiques et par lots, sur les mises à prix fixées dans la délibération du Conseil municipal du 19 mars 1858, des terrains vagues d'une contenance de 6 775 m2, évalués 366 253,75 francs et situés entre l'avenue Trudaine, l'abattoir de Montmartre, le chemin de ronde de Rochechouart et la rue Beauregard. 
Le produit de cette aliénation sera versé à la caisse municipale. »

## Bâtiments remarquables et lieux de mémoire
- No 10 : le peintre Jean-Joseph Bellel (1816-1898) y avait un atelier[1], ainsi que le peintre Fritz Zuber-Bühler qui y est décédé et le peintre officiel de la Marine Paul Liot (1855-1902).

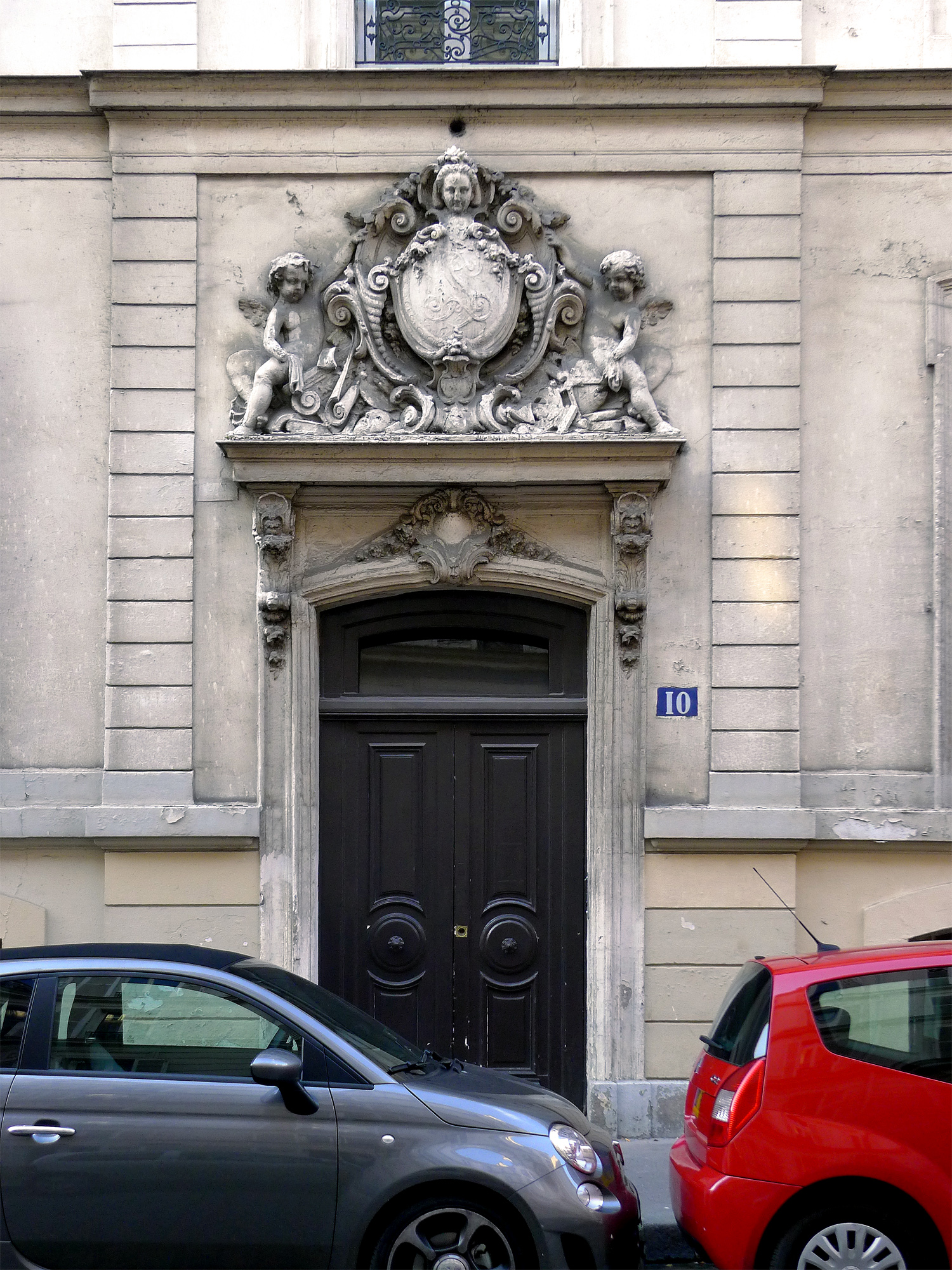
Porte du no 10.